# François Vignole
François Vignole (ur. 8 lipca 1914 w Lau-Balagnas, zm. 1 kwietnia 1992 w Saint-Lary-Soulan) – francuski narciarz alpejski, brązowy medalista mistrzostw świata.
Wziął udział w mistrzostwach świata w Innsbrucku w 1933 roku, gdzie zajął 34. miejsce w zjeździe, 43. w slalomie i 37. miejsce w kombinacji. Podczas rozgrywanych dwa lata później mistrzostw świata w Mürren wywalczony brązowy medal w slalomie. W zawodach tych wyprzedzili go jedynie Austriak Anton Seelos i David Zogg ze Szwajcarii. Był to jego jedyny medal wywalczony na międzynarodowych zawodach tej rangi. Na tej samej imprezie zajął także 19. miejsce w zjeździe i 11. w kombinacji. Brał ponadto udział w mistrzostwach świata w Sankt Moritz w 1934 roku, gdzie zajął między innymi 16. miejsce w slalomie.

## Osiągnięcia

### Mistrzostwa świata
| Miejsce | Dzień     | Rok  | Miejscowość  | Konkurencja | Czas biegu | Strata      | Zwycięzca     |
| ------- | --------- | ---- | ------------ | ----------- | ---------- | ----------- | ------------- |
| 34.     | 8 lutego  | 1933 | Innsbruck    | Zjazd       | 5:07,0     | +1:28,4     | Walter Prager |
| 43.     | 9 lutego  | 1933 | Innsbruck    | Slalom      | 2:29,9     | +2:05,5     | Anton Seelos  |
| 37.     | 9 lutego  | 1933 | Innsbruck    | Kombinacja  | 96,150 pkt | -31,070 pkt | Anton Seelos  |
| 25.     | 15 lutego | 1934 | Sankt Moritz | Zjazd       | 4:27,2     | +1:15,6     | David Zogg    |
| 16.     | 17 lutego | 1934 | Sankt Moritz | Slalom      | 1:49,0     | +12,1       | Franz Pfnür   |
| 22.     | 17 lutego | 1934 | Sankt Moritz | Kombinacja  | 99,23 pkt  | -15,25 pkt  | David Zogg    |
| 3.      | 24 lutego | 1935 | Mürren       | Slalom      | 1:46,1     | +6,9        | David Zogg    |
| 19.     | 25 lutego | 1935 | Mürren       | Zjazd       | 3:30,4     | +25,2       | Anton Seelos  |
| 11.     | 25 lutego | 1935 | Mürren       | Kombinacja  | 96,63 pkt  | -5,04 pkt   | Anton Seelos  |